# سیارک ۲۰۴۹۷
سیارک ۲۰۴۹۷ (به انگلیسی: 20497 Marenka، نامگذاری:1999RS) بیست هزار و چهارصد و نود و هفتمین سیارک کشف شده‌است که در ۴ سپتامبر ۱۹۹۹ کشف شد.